# Pīrkānī
Pīrkānī (persiska: پیرکانی) är en ort i Iran.   Den ligger i provinsen Västazarbaijan, i den nordvästra delen av landet, 600 km väster om huvudstaden Teheran. Pīrkānī ligger 1 616 meter över havet och antalet invånare är 181.
Terrängen runt Pīrkānī är kuperad åt nordost, men åt sydväst är den bergig. Terrängen runt Pīrkānī sluttar österut. Runt Pīrkānī är det ganska glesbefolkat, med 48 invånare per kvadratkilometer. Närmaste större samhälle är Piranshahr, 11,8 km söder om Pīrkānī. Trakten runt Pīrkānī består i huvudsak av gräsmarker.